# Sonderzahl Verlag
Die Sonderzahl Verlagsgesellschaft m.b.H. ist ein österreichischer Verlag mit Sitz in Wien.

## Geschichte
Der Verlag wurde 1984 durch Dieter Bandhauer gegründet, der seitdem die Geschäftsführung innehat. Sonderzahl ist Mitglied der Wirtschaftskammern Österreichs, der Arbeitsgemeinschaft österreichischer Privatverlage und des Hauptverbandes des österreichischen Buchhandels.

## Verlagsprogramm
Seit Mitte der 1990er Jahre bildet die kritische Auseinandersetzung mit der österreichischen Identität und Zeitgeschichte einen  Schwerpunkt des Verlagsprogramms. Es erschienen Essays von Rudolf Burger, Konrad Paul Liessmann Der gute Mensch von Österreich und Robert Menasse.
Zu den Autoren gehören u. a. Friedrich Achleitner, Wolfgang Bauer, Lucas Cejpek, Franz Josef Czernin, Kurt Drawert, Gustav Ernst, Gerhard Jaschke, Werner Kofler, Gabriele Petricek, Andreas Puff-Trojan, Ferdinand Schmatz, Sabine Scholl, Liesl Ujvary, Herbert J. Wimmer.
Auf dem Gebiet der  Literaturwissenschaft publizierte der Verlag Wendelin Schmidt-Denglers Buch über Thomas Bernhard Der Übertreibungskünstler. Dichter, die bislang zum Gegenstand der Betrachtung geworden sind: H. C. Artmann, Thomas Bernhard, Hermann Broch, Ernst Fischer, Marianne Fritz, Wolf Haas, Elfriede Jelinek, Wilhelm Jensen, Gert Jonke, Werner Kofler, Hans Lebert, Friederike Mayröcker, Robert Menasse, Robert Musil, Johann Nestroy, Andreas Okopenko, Leo Perutz, Reinhard Priessnitz, Ferdinand Raimund, Peter Rosei, George Saiko, Arthur Schnitzler, Walter Serner.
Der Sonderzahl-Verlag publiziert eine  von Gustav Ernst herausgegebene Filmbuchreihe, die sowohl medientheoretische als auch genrespezifische Arbeiten umfasst. In der Edition Film erschienen Porträts der österreichischen  Filmemacher Marc Adrian, Dietmar Brehm, Gustav Deutsch, Michael Haneke, Fritz Lehner, Ulrich Seidl  und ihres Werks.
Sylvia Szely hat 2007 das EXPORT-Lexikon: Chronologie der bewegten Bilder bei Valie Export herausgegeben.
Seit 1993 gibt der Sonderzahl-Verlag Kurswechsel, die Zeitschrift für gesellschafts- wirtschafts- und umweltpolitische Alternativen des BEIGEWUM vierteljährlich heraus.

## Auszeichnungen
- 2018: Bruno-Kreisky-Preis für das politische Buch – Preis für besondere verlegerische Leistungen[1]